# Anguille d'Europe
Anguilla anguilla
Espèce
Statut de conservation UICN

 CR A2bd+4bd : 
En danger critique

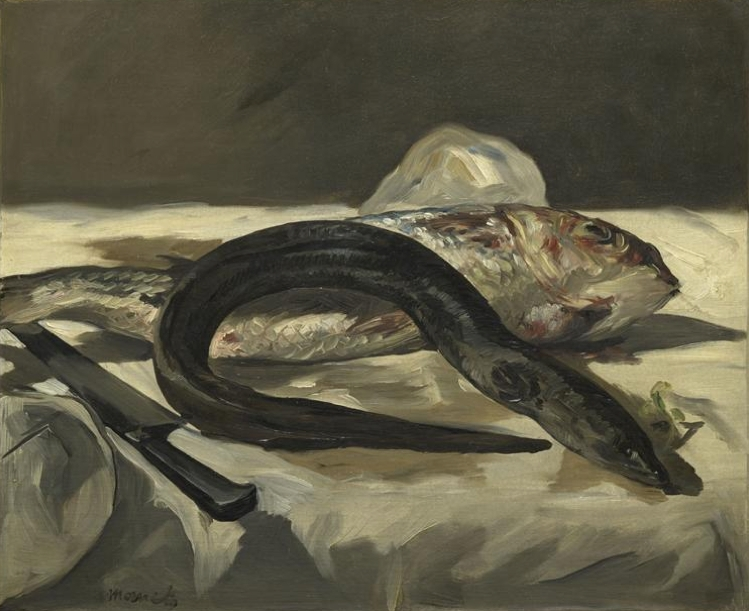
Édouard Manet - Rouget et Anguille, 1864.

L’anguille d'Europe ou anguille commune (Anguilla anguilla) est une espèce de poissons appartenant à la famille des Anguillidés.
Elle mesure de 40 cm à 150 cm et pèse jusqu'à 4 kg pour les femelles. C'est un grand migrateur, et plus précisément un migrateur amphihalin (au cours de sa vie l'anguille va passer par des milieux présentant différents taux de salinité : dans ce cas, de la mer vers l'eau douce puis à nouveau vers la mer), thalassotoque (qui se reproduit en mer) et catadrome (qui, après une période de croissance dans un cours d'eau, regagne la mer). Comme pour les autres espèces d'anguilles de l'hémisphère Nord, un petit nombre d'individus effectueront en réalité la totalité de leur cycle de croissance en mer, en lagune salée ou en estuaire salé. Cette espèce est dite européenne, mais des études génétiques ont en 2006 montré que des cas d'hybridation naturelle avec l'anguille d'Amérique existent, avec jusqu'à 15,41 % d'hybrides dans les populations islandaises d'anguilles, et des valeurs allant de 6,7 % à 100 % selon les stades de la vie et les lieux. Toutes les anguilles trouvées en Europe sont considérées former une métapopulation unique.
Les anguilles étaient réputées particulièrement rustiques et résistantes, grâce notamment à leur capacité à retenir l'eau dans leurs branchies, mais elles sont néanmoins en forte régression depuis les années 1980 et même maintenant considérées comme espèce menacée ou en danger critique, en Europe.

## Habitat et aire de répartition

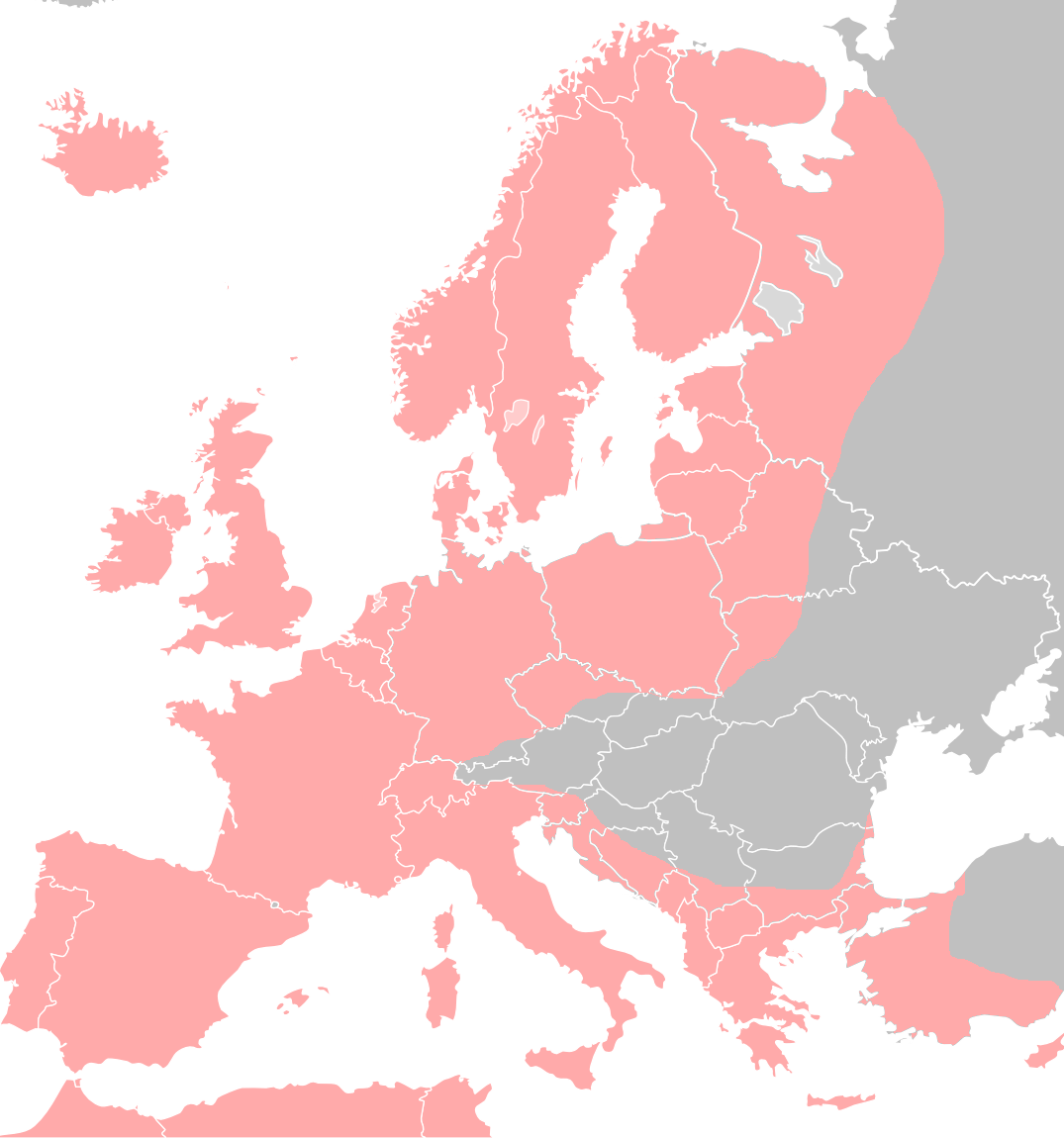
Aire de répartition.

L'anguille d'Europe était autrefois abondamment présente en eau douce dans tous les cours d'eau et les zones humides les plus diverses (lacs, étangs, marais, mares, fossés des basses plaines, etc) de presque toutes les régions de basse altitude d'Europe. Mais c'est un poisson migrateur catadrome qui se reproduit à plusieurs milliers de kilomètres de là, dans la mer des Sargasses, au centre-ouest de l’océan Atlantique, à une profondeur supposée de 400 à 700 mètres ; ainsi, ses habitats varient selon son stade de développement. Une étude réalisée en 2020 émet l'hypothèse que la mer des Sargasses ne serait pas l'unique lieu de reproduction pour les anguilles européennes

### Habitat dégradé ou fragmenté
Depuis des siècles, les civelles (alevins d'anguille) escaladaient ou contournaient littéralement la plupart des obstacles naturels (embâcles, petits seuils et cascades...) ainsi que les barrages de moulins à eau couverts de mousse ou d'algues, mais l'augmentation de la hauteur des barrages et de leur nombre fait qu'elles sont maintenant aussi victimes de fragmentation écopaysagère (notamment dans le cas des grands barrages hydroélectriques).
Ce poisson a une activité plutôt nocturne mais selon son âge, il est attiré (au stade de civelle) ou au contraire repoussé par la lumière (au stade pré-adulte et adulte).
La dévalaison de l'anguille argentée se fait aussi presque entièrement de nuit. L'espèce pourrait donc être sensible à la pollution lumineuse lorsque des luminaires éclairent directement ou indirectement des berges, des ponts, des écluses ou petites chutes d'eau ou simplement la surface de l'eau. Plusieurs études ont montré que même la luminosité diurne inhibait la dévalaison de l'anguille argentée,, ce qui a été expérimentalement utilisé pour guider les anguilles loin de turbines où elles risquaient de se faire tuer ou pour tenter de prévoir les pics de dévalaison, de manière à arrêter les turbines à ces moments.
L'anguille régresse partout, probablement aussi à cause de la disparition des zones humides et de ses corridors biologiques (prairies, fossés) qui lui permettaient de gagner les mares et étangs. Peut-être est-elle aussi victime de parasites importés, et de la pollution des marais littoraux et surtout des estuaires où les taux de plomb sont localement très élevés (plomb de chasse, qui contient aussi de l'arsenic et de l'antimoine - ces plombs sont interdits dans les zones humides en France théoriquement depuis 2005 - dérogation jusqu'en 2006), mais les milliards de plombs déversés dans l'environnement y sont pour longtemps.
Certaines passes à poissons trop exposées au soleil semblent mal adaptées à la dévalaison des anguilles qui recherchent l'ombre et s'engagent dans les turbines des centrales électriques qui stressent, blessent ou tuent les gros poissons. La civelle étant attirée par la lumière et l'adulte repoussée par cette même lumière, l'éclairage a été testé pour guider ces poissons vers le « bon chemin » pour monter ou descendre un cours d'eau, mais le retour d'expérience est peu diffusé, et on ignore l'impact éventuel de cet éclairage pour d'autres espèces.

## Histoire
Aux environs de l'an mil, les archives attestent de donations (ou « aumône perpétuelle ») importantes et régulières d'anguilles par des seigneurs laïcs au clergé ou d'une abbaye à un prieuré : ainsi pour ne prendre que l'exemple de la vallée de la Somme, le 6 octobre 1100, le comte de Ponthieu donne aux religieux du prieuré Saint-Pierre-et-Saint-Paul d'Abbeville 2 200 anguilles à prendre annuellement sur les pêcheries exploitées dans le cours de la Somme à Abbeville. Le 24 août 1137, le seigneur Gérard de Picquigny (pour la fondation de l'abbaye du Gard), offre aux moines une rente de 800 anguilles à prendre chaque année sur le produit de l'écluse d'Hangest, don confirmée par l'évêque d'Amiens en 1155. En 1159, les moines de l'abbaye de Saint-Acheul (d'Amiens) se voient offrir une rente annuelle d'une centaine d'anguilles (dites en latin de l'époque « bordelles ») 9 à prendre sur l'écluse (« exclusa ») de Ravine (Somme en amont d'Amiens). En 1176, le pape Alexandre III cite parmi les droits des religieuses de l'abbaye Notre-Dame de Berteaucourt-les-Dames « deux rentes annuelles de 500 anguilles », et l'année 1177, il évoque un cens annuel de 2 milliers d'anguilles à prendre sur le revenu des eaux de l'Étoile.
Toutefois dans cette région, à la fin du XIIe siècle la surpêche semble commencer à affaiblir la ressource, phénomène plus net au XIVe siècle où les rentes locales annuelles d'anguilles diminuent fortement (ainsi par un document du 18 mai 1449, le seigneur d'Hangest reconnaît devoir 13 000 anguilles (d'arriéré) aux religieux de l'abbaye du Gard. Deux autres document montrent qu'il devait leur donner 2000 anguilles par an,.

## Effectifs et dynamique des populations
Au début du XXe siècle, elle a encore une grande importance économique, et inquiet de sa régression localement, on s'intéresse à sa reproduction.
Jusqu'au milieu du XXe siècle, l'anguille figurait en Europe parmi les espèces les plus communes. À titre d'exemple, en 1983, Boisneau estimait que dans le département d'Ille-et-Vilaine (Bretagne, France), elle était la première ressource piscicole pour ce qui est de la biomasse (et la troisième en nombre).
L'anguille autrefois si commune a encore brusquement fortement régressé dans les années 1980-90 au point d'être aujourd'hui menacée et protégée (depuis juin 2007).
Vingt ans plus tard, bien que chaque femelle soit capable de pondre un grand nombre d'œufs, la mortalité des anguilles européennes était « supérieure au seuil de renouvellement des générations », ce qui condamne l'espèce sans actions pour la sauver.
En septembre 2007, le Conseil des ministres de l'Union européenne a validé un règlement européen instituant un plan de restauration de l'espèce. La Commission européenne a approuvé le plan de gestion de l’anguille en France en février 2010.

## Biologie et comportement

### Stades de développement et comportements associés

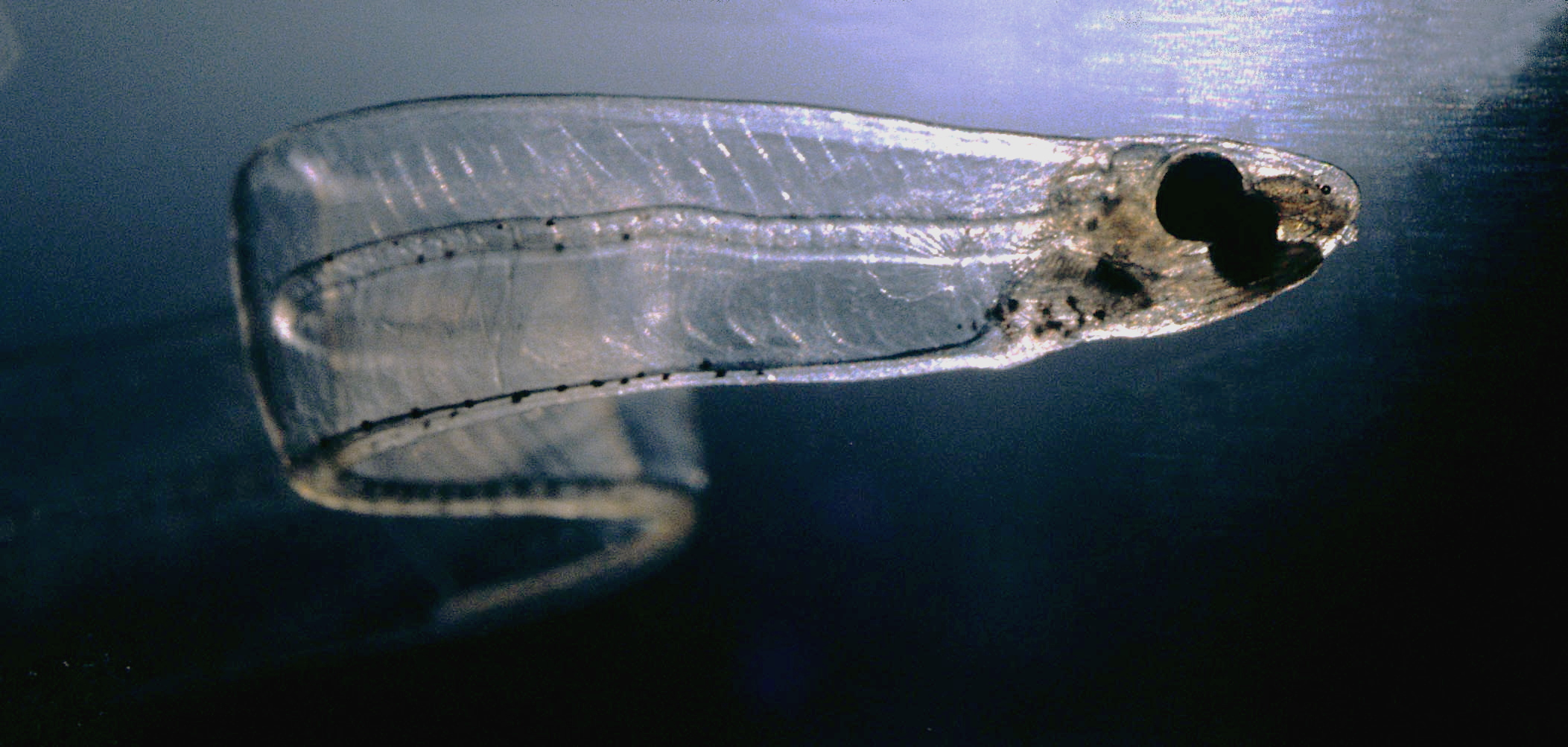
Larve leptocéphale.

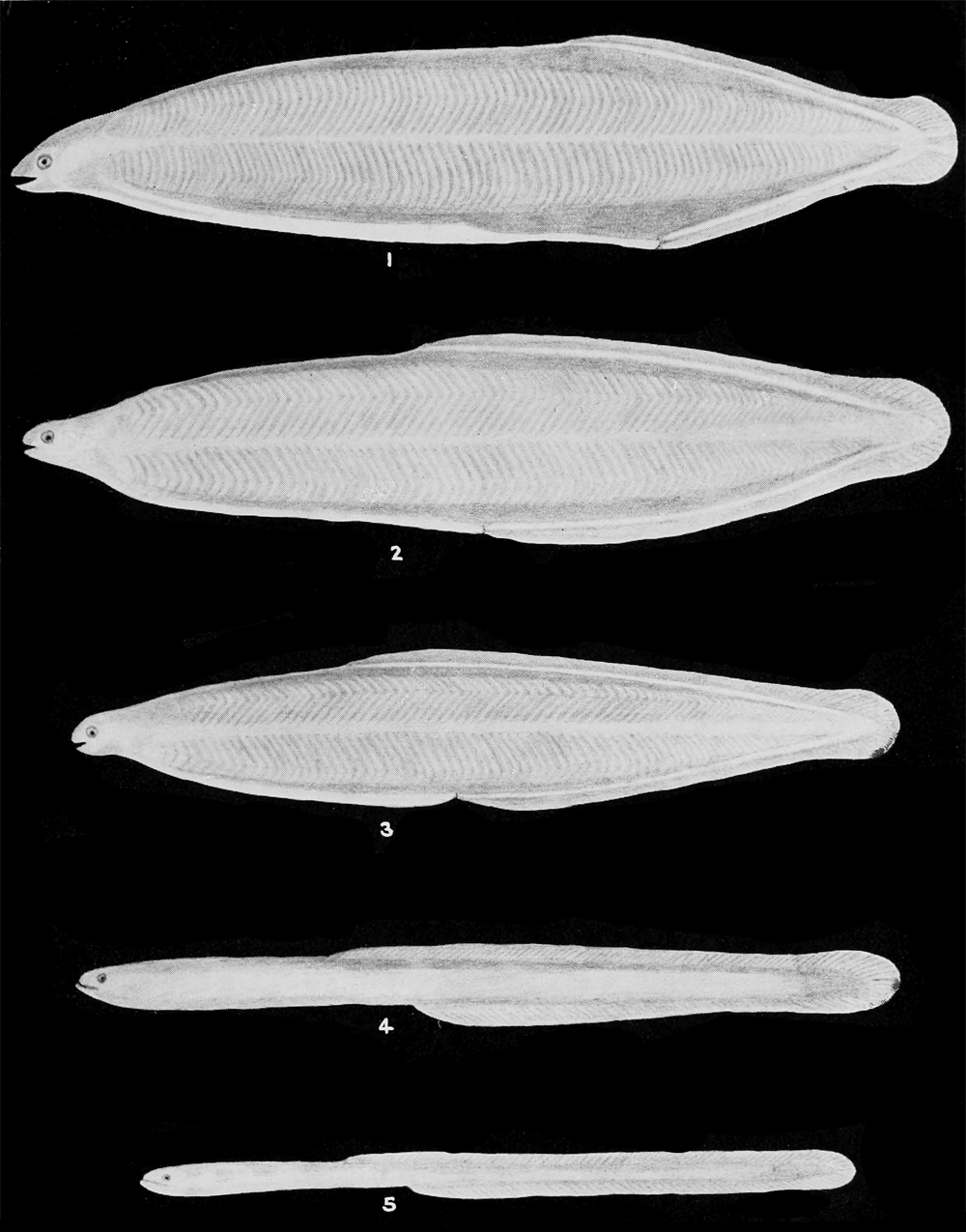
Développement.

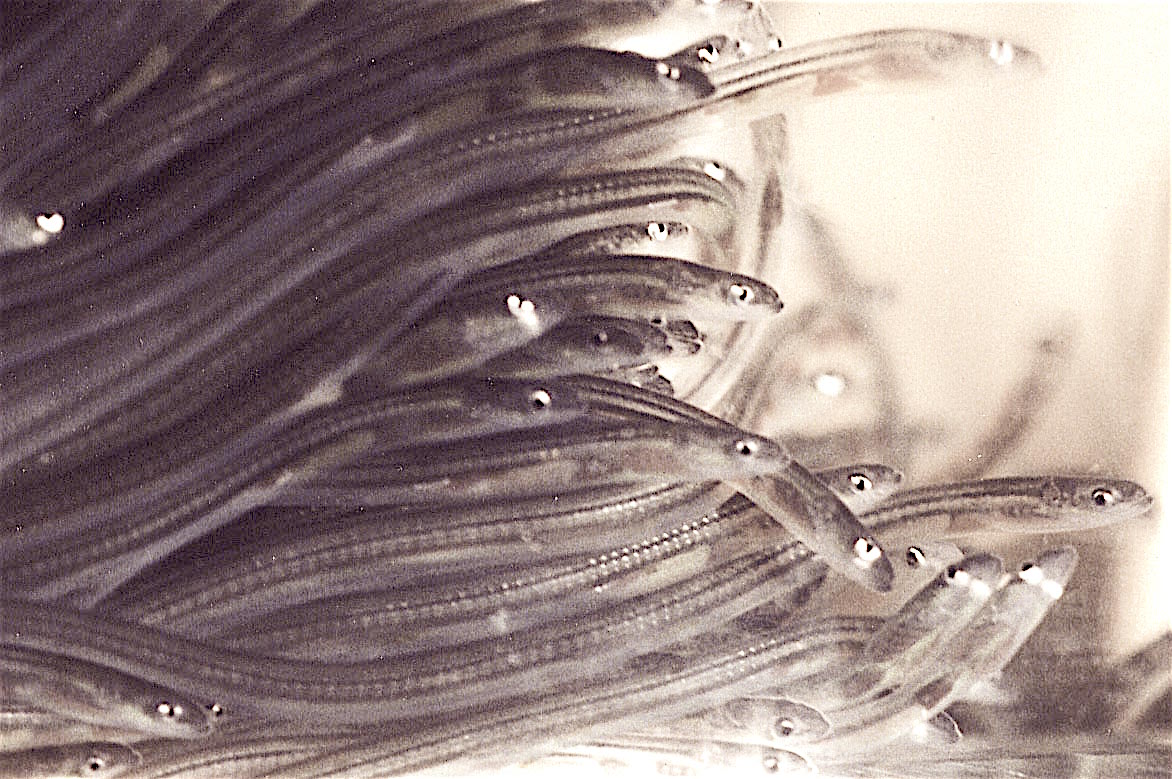
Civelles.

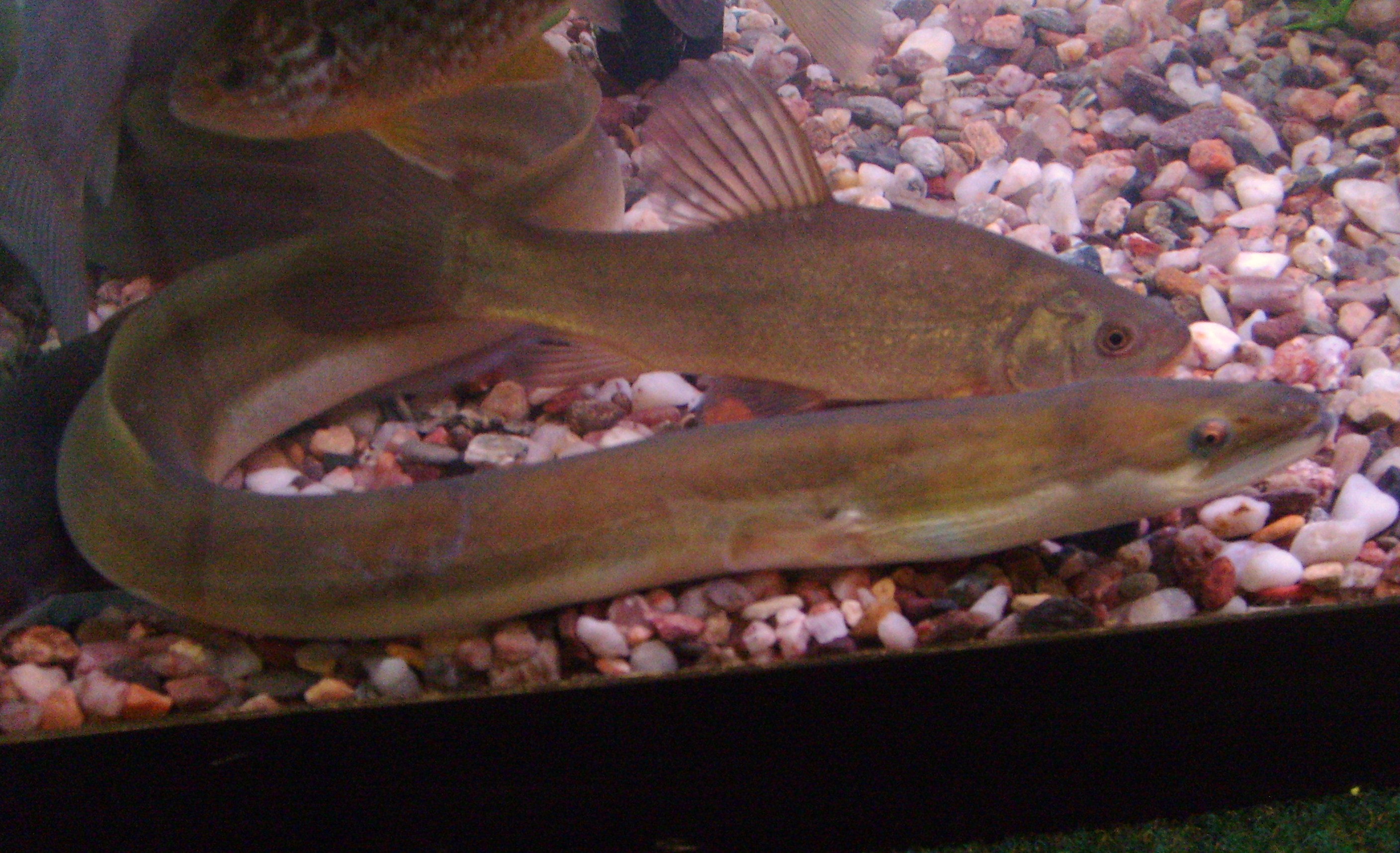
Anguille jaune.

Le développement se fait en plusieurs stades ;
1. Après l'éclosion à grande profondeur en mer, la larve (dite leptocéphale), transparente, vermiforme et aplatie, mène une vie pélagique d'un à deux ans, se nourrissant de plancton tout en commençant sa longue migration
Une étude faite par des universitaires américains a porté sur les migrations de civelles entre la mer des Sargasses et l’estuaire de la Severn au Royaume-Uni[23]. Comme les saumons[24], les civelles semblent disposer d’une carte magnétique génétiquement acquise et d'une sensibilité à de faibles modifications du champ magnétique terrestre et à la déclinaison magnétique terrestre. Quand les civelles sont exposées à des champs magnétiques correspondant à ceux des régions sous-marines situées le long de leur parcours de migration, elles semblent s'orienter de manière à rejoindre plus facilement l'Europe[25]. Les larves se montrent sensibles à de subtiles modifications du champ magnétique terrestre. Des simulations ont montré que ceci conduit les jeunes anguilles à cibler le système des courants du Gulf Stream. Dans une simulation informatique incluant un modèle de circulation océanique, les civelles virtuelles qui utilisent l'orientation magnétique pour naviguer sont beaucoup plus susceptibles d'atteindre le Gulf Stream et leur destination finale que celles qui dériveraient passivement[25]. La larve, une fois rendue vers la surface et toujours aidée du Gulf Stream (dérive nord-atlantique), finit par gagner le littoral européen, méditerranéen et nord-africain.
2. Cette larve se transforme alors en civelle (appelée pibale dans le sud-ouest), encore translucide ; du printemps à la fin de l'été, une grande partie des civelles remontent les fleuves et rivières (y compris de Méditerranée et mer Noire) où elles se transforment en jeune anguille (anguillette), qui se pigmentent en évoluant vers le jaune doré (anguilles jaunes en fin de cette époque).
Certaines civelles effectuent ce stade de développement devant les littoraux, ou uniquement dans des estuaires, lagunes ou marais saumâtres arrières littoraux. 
Le temps passé en mer et en estuaire par la larve et la civelle peut être évalué par l'étude des otolithes (os de l'oreille interne)[26],[27],[28],[29] qui peuvent donner des indications sur le passé marin de la civelle[30].
3. L'anguille jaune continue à grandir durant en moyenne dix ans (en réalité de 3 à 15 ans selon les individus). L'étude d'otolithes a montré que certaines anguilles effectuent la totalité de leur cycle en mer, sans jamais remonter un cours d'eau.
4. L'anguille mature a accumulé une importante réserve de graisse. Elle se transforme alors en anguille argentée[31] qui poussée par son instinct, profite des crues et inondations automnales et hivernales pour regagner la mer (c'est la dévalaison), afin d'aller se reproduire. Durant son parcours, son organisme se transforme pour devenir à nouveau apte à la vie en eau salée. La maturité sexuelle est réputée acquise vers 9 ans chez le mâle et 12 ans pour la femelle. Elle induit des transformations physiques : agrandissement des yeux, changement de coloration du dos et du ventre, mais n'est vraiment acquise que dans les corridors de migration qui ramènent l'anguille à la mer des Sargasses ; ces trajets sont mal connus : les anguilles semblent alors s'enfoncer vers les grands fonds, et l'absence de lumière ainsi que l'augmentation de la pression hydrostatique[32] interviendraient dans la maturation finale des gonades. Certaines se rendent directement dans la zone des Sargasses, soit un trajet de 4 800 à plus de 5 000 km[33], effectué à des vitesses très variables (3 à 47 km/jour[33]) pour y  pondre et mourir mais d'autres effectuent des trajets indirects pour semble-t-il ne pondre que l'année suivante[33]. En Europe (d’après les données collectées sur une vingtaine de cours d’eau) la descente vers la mer commence entre août et décembre[33]. Une étude publiée en 2016 basée sur 206 jeux de données récupérés à partir de 707 anguilles équipées d’émetteurs, a pu reconstituer le début du trajet de plus de 80 anguilles parties d’Europe[33]. Une fois en mer, tous les individus suivis ont effectué des migrations verticales quotidiennes, plongeant le jour et remontant la nuit[33] (phénomène aussi observé sur les anguilles d'Amérique du Nord, avec des aller retour toutes les 24 heures entre la surface et jusqu'à 700 m de profondeur (en zone d'eau profonde)[34]). 
D'après les dates de découvertes de larves en mer des Sargasses, la ponte débuterait en décembre, avec un pic en février. Cette étude a montré que toutes les anguilles ne frayent pas en même temps au printemps qui suit leur dévalaison vers la mer. Certaines n'arrivent sur les sites de reproduction qu'à la saison de reproduction suivante[33]. Ces premières données dessinent un corridor de migration assez net pour le contournement par le nord de l'Angleterre à partir de la Baltique. Les trajets des anguilles quittant la France et l'Irlande ont des trajets nettement moins linéaires mais globalement orientés vers les Sargasses, de même pour les anguilles venant de Méditerranée, qui ont néanmoins un passage obligé par le détroit de Gibraltar à partir duquel se dessine un autre corridor qui rejoint le premier en direction de l'ouest.

### Rythmes journaliers et saisonniers
Le cycle de vie de l'anguille, son activité, ses déplacements et son comportement alimentaire sont fortement marqués par les rythmes saisonniers et nycthéméraux.
- La température est un stimulus important : la civelle et l'anguille jaune ne s'activent qu'au-dessus de 10 à 13 °C, sous lesquelles elles se cachent dans des gîtes ou dans le sédiment (gravier pour la civelle, vase ou zone profonde pour l'adulte). Mais une température très élevée, de plus de 25 °C par exemple s'accompagne d'une léthargie qui peut être expliquée par une chute du taux nocturne d'oxygène de l'eau) ;
- La lumière joue un rôle majeur chez la civelle et semble importante chez l'adulte qui n'est généralement actif que la nuit, avec quelques exceptions observées chez les petites anguilles jaunes (de moins de 150 mm) qui sont parfois actives de jour quand elles colonisent un milieu[36], voire - temporairement - chez certaines anguilles de plus de 250 mm en marais lorsqu'il fait chaud et que le taux de dioxygène est le plus élevé (après-midi)[37] (Chez d'autres espèces, on observe que certains parasitismes peuvent rendre les individus parasités moins prudents) ;
- Le cycle lunaire, probablement via la lumière solaire renvoyée par la surface de la lune lors de la pleine lune plutôt qu'en raison d'un rythme endogène, semble avoir une importance chez l'adulte, argenté en particulier, qui migre essentiellement de nuit. Les prototypes de bypass leur permettant d'éviter les turbines montrent qu'elles utilisent plus volontiers (3 à 4 fois plus) les systèmes au fond de l'eau que près de la surface (ici sur une écluse)[38]. La lumière a aussi une importance marquée chez la civelle. La turbidité et l'importance de la colonne d'eau sont alors également importantes[39] ;
- Les effets de crue sont également importants. Ils aident notamment les civelles à franchir certains obstacles et à coloniser plus rapidement les territoires inondés.

L'anguille adulte a une respiration particulière ; au 3/4 percutanée et pour 1/4 fournie par les branchies, qui lui permet de ramper hors de l'eau durant quelques minutes voire plusieurs heures (en environnement très humide).
L'anguille peut ainsi sortir des cours d'eau pour se faufiler ou, en rampant dans l'herbe, gagner des fossés, mares ou étangs isolés. 
En cas d'assèchement d'un point d'eau, les anguilles peuvent ainsi gagner d'autres milieux plus accueillants grâce à leur peau et leur mucus particulièrement résistant à la dessiccation tout en étant assez perméable pour permettre des échanges gazeux importants.
L'anguille jaune devient - à ce stade - territoriale et peut fortement se sédentariser. Pour des raisons non comprises, la colonisation d'une zone apparemment homogène de marais peut être (ou être devenue ?) très hétérogène.
Elle n'exploite alors qu'une petite zone dont la nature et la surface varient fortement selon les individus, leur taille et la richesse du milieu (il peut s'agir d'eaux douces, mais aussi saumâtre et plus rarement salées, soumise ou non à marnage, avec des gîtes estivaux (plus en profondeur quand l'individu est plus gros). 20 % des anguilles marquées et recapturées sur un cours d'eau de Bretagne nord l'ont été sur le lieu initial de leur marquage durant 8 années de suivi, et en Espagne on a observé une recolonisation très lente par l'anguille jaune de sites dépeuplés. Les premières expériences de captures-recaptures en fleuve, dans les années 1960 avaient fait estimer qu'une anguille pouvait exploiter 40 km de fleuve. Les moyens plus modernes de télémétrie ont réduit cette hypothèse à quelques milliers de mètres carrés en lac ou en rivière ; Par exemple, le territoire d'une anguille était de 1 300 m2 à 2 700 m2 dans un petit lac espagnol, et seulement de 100 à 150 m2 chez une anguille suivie durant 2 ans par pit-tag) dans un petit cours d'eau espagnol. En 2001, Baisez estimait qu'en moyenne une anguille jaune adulte occupait dans un marais ouest-atlantique français un territoire moyen d'environ 300 m de berge et 1 000 m2 (un peu plus pour les gros individus).

### Le comportement migratoire de l'anguille
Le comportement migratoire des larves reste assez mystérieux. Celui des civelles est mieux connu, mais est soumis à de nombreux facteurs qui interagissent de manière complexe.
Parmi ces facteurs, les spécialistes ont listé, outre le débit et le coefficient de marée :
- La température de l’eau :

Comme on peut s’y attendre chez un animal à sang froid, la température influe beaucoup sur son métabolisme et donc sa vitesse de migration ou son temps d’acclimatation à l’eau douce. En effet, la température des estuaires approche souvent 0 °C au moment de l’arrivée des civelles (même dans le sud de la France, après la fonte des neiges. On a déjà mesuré 2 °C dans l’estuaire de l’Adour) :
- si l’eau est à moins de 10 °C, les civelles diminuent leur activité biologique et tendent à se sédentariser dans l’estuaire ;
- si la température chute encore (vers 4 à 6 °C), elles s’immobilisent[49],[50] ;
- la migration active commence ou reprend vers 10 à 12 °C[51],[52].

Un autre facteur important est le différentiel de température eau douce/eau de mer ; si ce différentiel dépasse 5 °C (et à partir de 3 °C de différence), pour des raisons mal comprises, la remontée des civelles semble provisoirement inhibée. Ceci explique que des captures importantes de civelles en migration aient pu être faites dans certains estuaires alors que la température était inférieure à 10 °C. La température de la mer variant proportionnellement beaucoup moins que celle des fleuves en raison de l’inertie thermique de l’océan, c’est la température des cours d’eau, de l’estuaire ou de la baie qui influeront le plus ce différentiel, les courants marins et les vents conservant néanmoins une certaine importance.
On peut donc penser que la tendance au réchauffement climatique et au réchauffement des cours d’eau par certaines installations de refroidissement industriel (dont de centrales nucléaires) pourrait encourager une remontée plus précoce des civelles. Inversement une fonte plus importante ou précoce de neige ou glaciers peut localement apporter en amont des cours d’eau une eau plus froide qui figerait un certain temps les populations de civelles.
- Le stade de développement :

Ce stade est souvent mesuré par le niveau de pigmentation de la civelle,,. Celle-ci remonte plus activement lorsqu'elle est plus pigmentée (Cicotti, 1993) alors qu'elle s'adapte peu à peu à l'eau douce.
- Exposition à la lumière :
- La civelle est très sensible à la luminosité ambiante, laquelle dépend le jour: de l'ensoleillement ou de la luminosité du ciel diurne, la nuit : de l'heure et du cycle lunaire, ainsi que de la couverture nuageuse ou de la présence d'un éclairage artificiel. Un autre facteur est la turbidité et la hauteur d'eau.
- On a montré in vivo et in vitro que les civelles ont en estuaire un comportement lucifuge (elles fuient la lumière, même à des intensités très faibles, à partir de 10-11 W/cm2 (Bardonnet et al., 2005a) pour la civelle non pigmentée, (stade 5B) et 10-10 à 10-8 W/cm 2 pour les stades pigmentés (6A0 à 6A3). Les individus se laissent porter par le courant de marée derrière le front de marée dynamique. Et ils se placent verticalement dans la colonne d'eau en fonction de la luminosité ambiante et de la turbidité de l'eau[57].
- Avant qu’elles ne se pigmentent, et dans la plupart des estuaires étudiés, leur migration anadrome se fait essentiellement de nuit et en surface. Mais on a constaté que dans les eaux turbides où la lumière pénètre mal, (comme l'estuaire du Couesnon) la migration peut se faire de jour et en profondeur (Lafaille et al., 2007). 
Les cours d’eau étant de plus en plus turbides en raison d’une intensification des labours et par suite de l’érosion des sols et de l'eutrophisation ; les dates et vitesses de migration peuvent être perturbées ou modifiées par ce phénomène. L’aggravation de l’importance et de la fréquence des crues pourrait aussi avoir un impact. 
Sur les bassins de l’Adour et de la Nivelle, plusieurs auteurs ont noté que la luminosité nocturne et la turbidité influaient sur le comportement vertical de migration de la civelle[58],[59] Bardonnet et al., 2005a) ont étudié le comportement de la civelle du point de vue de la hauteur dans la colonne d’eau.

Le sens de l'orientation de l'anguille reste en partie incompris. On s'est intéressé aux matériaux magnétiques ou susceptibles aux champs magnétiques présents dans l'organisme de l'anguille. On en a trouvé, qui diffèrent de ceux trouvés chez l'abeille ou d'autres espèces observées de ce point de vue, mais leur rôle éventuel est encore à éclaircir.

## Les menaces

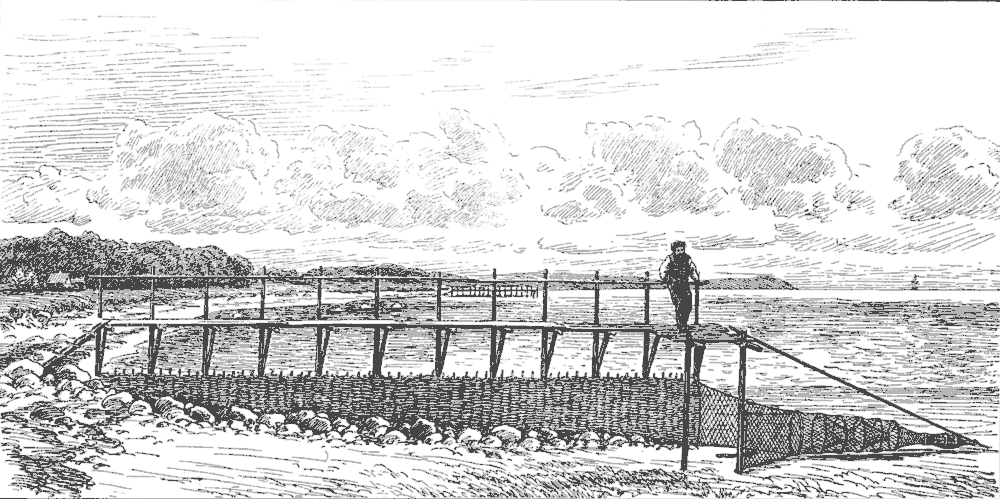
Certaines formes de pêche (ici nasse + dispositif de guidage vers la nasse) quand elles sont disposées sur des lieux stratégiques de migration et prélèvent un pourcentage important de reproducteurs, ont pu contribuer à la régression, et à la disparition locale de l'anguille.

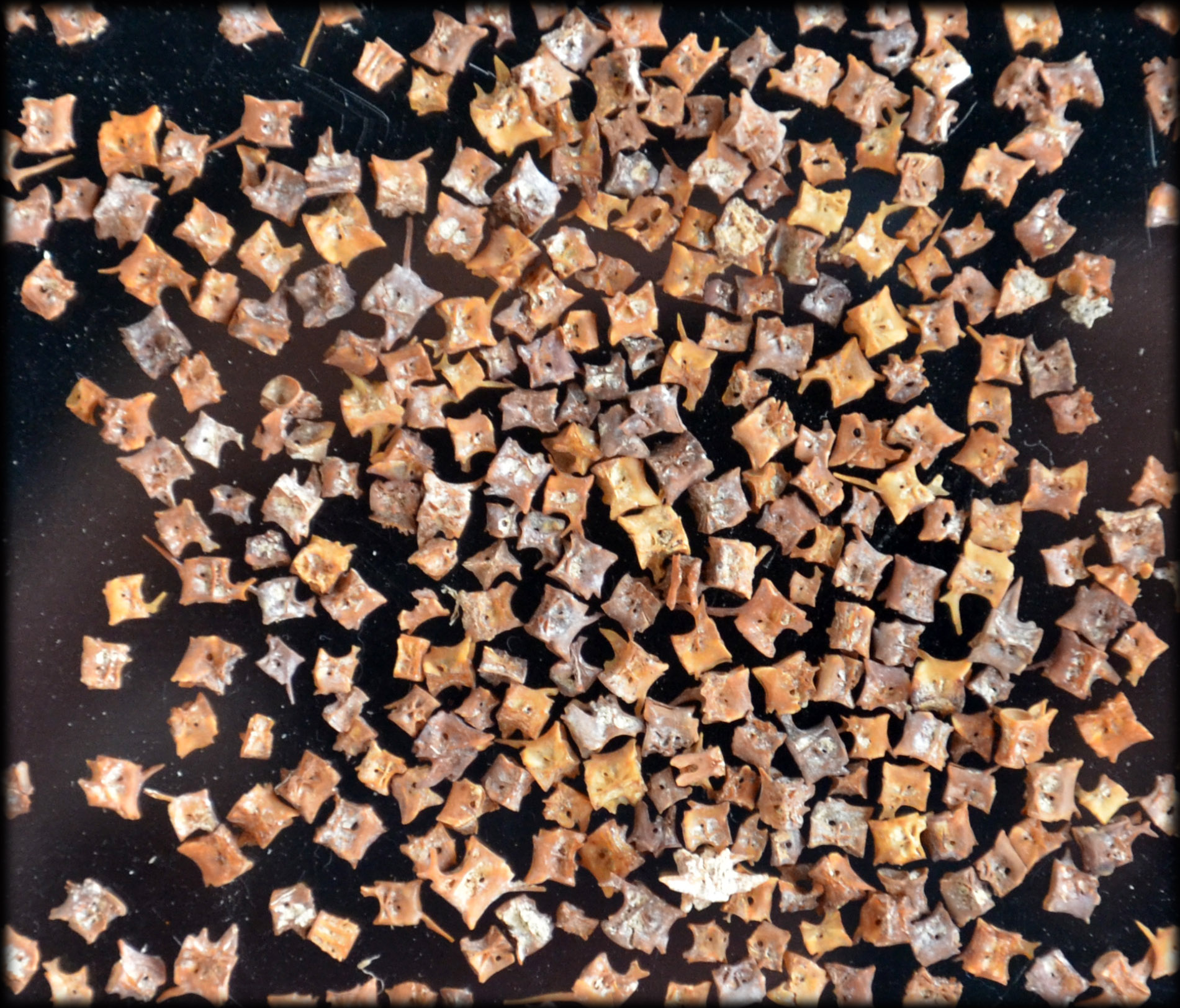
Les témoignages archéologiques identifiés dans les foyers préhistoriques ou gaulois (ici vertèbres d'anguilles trouvés dans des chantiers de fouilles archéologiques du Pas-de-Calais) montrent que l'anguille est un poisson apprécié et très consommé depuis l'époque romaine.

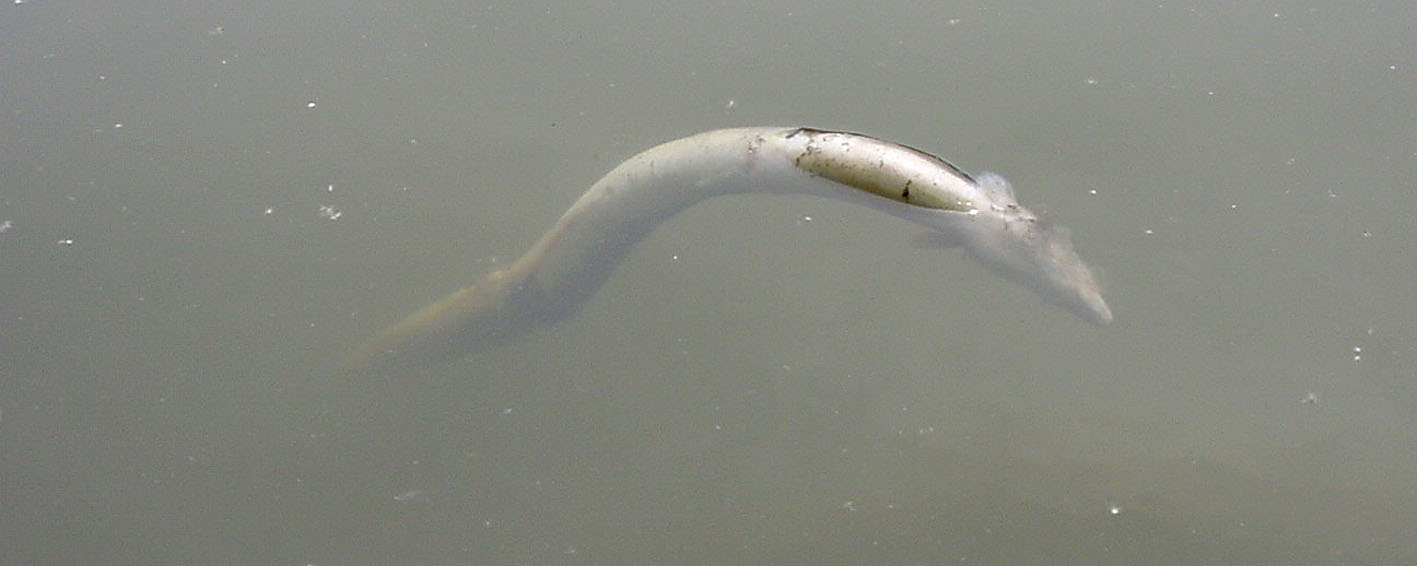
Anguille morte. Les anguilles ayant bioaccumulé de nombreux polluants voient leur cadavre devenir lui-même une source de contamination pour les nécrophages.

De la fin des années 1980 aux années 2010, un déclin important et mondial est constaté, et inquiète les spécialistes du monde entier
Dans les eaux suédoises, les populations d'anguille d’Europe ont diminué de 95 % depuis les années 1960.
Les explications de cette régression semblent à la fois marine et terrestre, multifactorielle, et synergique, impliquant divers contaminants toxiques (divers organochlorés et pesticides bioaccumulés par l'anguille), la surpêche des civelles et peut-être des adultes, le braconnage, les obstacles sur la route des alevins et plus récemment une augmentation du taux de parasitisme dont par Anguillicola crassus qui peut perturber la migration marine des adultes semblent aussi avoir une part importante de responsabilité.

### Les facteurs identifiés de régression
La régression rapide de l'anguille est très probablement multifactorielle :
- Au stade larvaire l'espèce peut être menacée par des perturbateurs endocriniens et de nombreux polluants présents dans la zone des sargasses ou dans ses routes de migration. 
Les larves sont aussi très dépendantes du plancton dont elles se nourrissent, et pourraient aussi être victimes d'une dégradation écologique du réseau trophique marin[70]. Une hypothèse est que l'oscillation nord-Atlantique puisse aussi périodiquement affecter la survie des larves transportées par le Gulf Stream[71].
- Au stade civelle et anguillette, le jeune animal à la peau encore très perméable est vulnérable aux cocktails de polluants, dont les pesticides absorbés par les particules emportées par l'érosion agricoles responsables d'une turbidité croissante des eaux, estuariennes notamment (bouchon vaseux). Localement, des civelles peuvent être aspirées par des pompes d'irrigation ou de relevage munies de crépines ou de grilles insuffisamment protectrices. Aux prélèvements de civelles par la pêche légale, pratiquée dans tous les estuaires français (hors Méditerranée) s'ajoutent ceux du braconnage, mal évalué, mais qui existe sur tout le littoral et dans certains cours d'eau, et qui selon l'ONEMA « progresse en raison du prix élevé de cette ressource ».
Les civelles nagent mal à contre-courant (à 80 mm, elles reculent à partir d'un courant de plus de 0,5 m/s[72]), mais elles seraient facilement capables de franchir de petits obstacles (embâcles naturels, barrages de castors, petits seuils), en les escaladant[73], de même - mais avec un peu plus de difficulté - que des vannages ou des murs verticaux (de déversoirs par exemple)[74],[75],[76],[77]. Elles les franchissent par reptation en se collant au support grâce à leur mucus et par escalade de parois, même verticales si celles-ci sont humides et couvertes de mousses, algues, épiphytes ou aspérités (fibres et aspérités des vieilles planches de chêne érodées par l'eau). 
La civelle s'aide pour cela de mouvements saccadés de la tête qui guident les ondulations du corps se déplaçant peu à peu par moitié vers le haut, l'une restant fixée, l'autre se détendant pour grimper, et inversement. L'escalade est entrecoupée de pauses ou la civelle ouvre plus activement ses ouïes. Le taux de réussite de franchissement de certains barrages est très faible. Le barrage de Bazoin (Parc interrégional du Marais poitevin, en Vendée) observé par Legaut (1987) ne laissait passer - de jour - qu'environ 30 individus/heure (pour plus de 100 000 civelles comptées en pied de barrage). Mais la civelle ne peut ainsi franchir les grands barrages de béton verticaux non équipés de passe à poissons. Plus la paroi est lisse, sèche et haute, moins les individus arrivent à l'escalader. Les petites civelles (moins de 10 cm) y arrivent mieux que les plus grandes qui retombent facilement en aval du barrage. 
En pleine mer, des remontées progressives de bancs entiers de poissons vers le nord sont constatées depuis quelques décennies pour d'autres espèces en Atlantique Nord, en réaction, semble-t-il, au réchauffement des eaux. L'anguille adulte pourrait être perturbée dans sa longue migration vers les Sargasses, mais ce n'est pas démontré. La civelle pourrait aussi l'être lorsqu'elle gagne les côtes puisqu'elle profite du Gulf Stream dont certains experts craignent qu'il puisse s'atténuer ou se refroidir. Cependant, la vie marine de la civelle est mal connue. Des variations de courants marins sont suspectées de pouvoir affecter la capacité de migration des anguilles ou des civelles[78].
De 1970 à 2007, le nombre estimé de civelles en Europe a chuté de 99 %[79],[80]. 
Des études récentes montrent que le rôle des polychlorobiphényles (PCB) pourrait être important. À une concentration de la moitié de celle qui est la limite de commercialisation, il est déjà cause de mortalité des alevins, et ce poisson gras qui se nourrit volontiers dans la vase concentre particulièrement bien les PCB liposolubes communément stockés dans les sédiments[81]. Aucune amélioration n'a été constatée : au début des années 2000, en Europe, la régression du nombre de civelles est encore de 4 à 6 % par an.
- Au stade d'anguille jaune, l'espèce qui vit surtout sur le fond est constamment en contact avec des polluants comme en témoignent les pentachlorophénols (PCP) et les polychlorobiphényles (PCB), déjà présents dans la graisse des jeunes anguilles. Ces polluants affectent probablement déjà leur immunité et leur santé et peut être leur future capacité reproductive car certains sont des perturbateurs endocriniens.
Le nombre et la hauteur des obstacles physiques à la montaison (barrages ou seuils non pourvus de passes à poissons) est souvent avancé comme cause de régression. C'est un facteur indiscutable de fragmentation écologique dans le cas des grands barrages hydroélectriques non équipés de passe à poissons, mais l'anguille régresse partout, même sur des portions de cours d'eau dépourvus d'obstacles. De plus le nombre de petits barrages maintenus constamment fermés a plutôt diminué depuis les années 1970 (à la suite de l'abandon de nombreux moulins à eau rendus non rentables par la meunerie industrielle). De plus, sur les cours d'eau où les moulins et vannages étaient autrefois nombreux, les anguilles pouvaient autrefois être communes alors que ces petits barrages étaient encore présents et fermés. L'anguille jaune est capable de contourner de nombreux obstacles, en sortant de l'eau s'il le faut, généralement la nuit et par temps humide. 
Une pêche significative d'anguille jaune est pratiquée, par des professionnels et par de nombreux amateurs, ainsi qu'un braconnage difficile à estimer, mais qui a priori prélève bien moins d'individus que celui des civelles. 
La destruction, réduction ou dégradation d'habitats essentiels, tels qu'herbiers marins, estuaires, zones humides dont mares et fossés, ainsi que le tubage et l'artificialisation des cours d’eau. Le drainage des zones humides a depuis le Moyen Âge fait disparaître une grande partie des habitats favorables à l'anguille.
- Au stade « d'anguille argentée », l'animal est d'abord confronté aux mêmes problèmes que l'anguille jaune, et au risque de plonger dans la prise d'eau d'une turbine de barrage hydroélectrique ou de pompes hydraulique. Il est également suspecté que les perturbateurs endocriniens qu'elle a bioaccumulés puissent préparer une baisse de fécondité du mâle et diminuer le nombre de pontes viables ou le nombre de futurs individus aptes à la fécondation (une délétion de la spermatogenèse est de plus en plus fréquemment observée chez d'autres espèces de poissons et chez les amphibiens). Enfin, les parasites de plus en plus nombreux chez les anguilles affectent probablement leur voyage de retour en mer, en particulier Anguillicola crassus qui se fixe dans la vessie natatoire, fortement éprouvée lors de la descente de l'anguille vers les grandes profondeurs en raison de la pression intense.

### Pollution
L'anguille se nourrit volontiers dans les vases qui ont accumulé de nombreux polluants. Les adultes bioaccumulent ainsi du plomb et d'autres métaux lourds, des organochlorés (PCB, dioxines, furanes, organofluorés, pesticides, etc.).
- En 2004, une étude portant sur la Moselle a montré une contamination élevée de toutes les anguilles capturées, comme cela avait déjà été le cas en Flandres belges[82] où sur 244 sites d’inventaires ; 80 % des échantillons excédaient le seuil admissible de 75 μg/kg de PCB (cette étude a donné lieu à une interdiction de la pêche des anguilles jaunes, mais non à leur consommation, pour éviter toute intoxication alimentaire).
- Les PCB, PCDD/PCDF, dont dioxine ont un effet corrélé à la dose sur le développement embryonnaire et la survie des embryons d’anguilles (travaux de l'équipe néerlandais de A. P. Palstra et ses collègues publiés en 2006[83]). À des taux de plus de 4 ng TEQ par kg de gonades (très inférieurs aux normes de consommation actuelle : 12 ng OMS-TEQ/kg muscle frais) les embryons semblaient n'avoir aucune chance de survie. Ces taux sont dépassés par la plupart des anguilles européennes, y compris dans les réserves naturelles et dans des zones qui semblaient a priori épargnées par la pollution (Buet et al., 2006[84]) ont montré que tous les individus (y compris jeunes) prélevés dans la réserve de Camargue étaient contaminés (muscle) (n=19-99) par des PCB et au moins un HAP.
- Des produits reprotoxiques (ex. : plomb) ou des perturbateurs endocriniens dont les hormones de pilule contraceptive, le mercure ou certains PFC utilisés comme antiadhésifs ou produits anti-tache ou dans les mousses anti-incendies semblent aussi pouvoir largement contaminer l'environnement de l'anguille, via l'eau ou l'air ; certains sont volatils et facilement emportés à distance par les courants aériens (on en trouve jusqu'au pôle nord) et ils peuvent ensuite encore se dégrader en d'autres substances bioaccumulables. Avec d'autres PFC ces molécules sont déjà détectées dans des échantillons de sang et de foie d'anguilles, et à des taux souvent bien plus élevés que chez d'autres poissons, comme l'a montré une étude de 2006 portant sur les anguilles de 21 rivières et lacs de onze pays de l'UE[85]). Des études écotoxicologiques récentes laissent penser que l'anguille pourrait transmettre à ses œufs et à la génération suivante une partie de sa charge en certains polluants persistants. Lorsque les adultes repartent pondre en mer, ils consomment leurs réserves de graisses, lesquelles avaient concentré de nombreux polluants. Ces derniers pourraient interférer avec le bon développement de l'embryon et de la civelle. Les PFC s'accumulent notamment dans le foie, ce qui laisse penser qu’ils pourraient présenter une certaine toxicité (le foie est un organe réputé détoxifiant). Une étude récente a montré que l'anguille européenne exposée dans son milieu à de très faibles doses de cocaïne (dose de seulement 20 nanogrammes par litre durant 50 jours, doses qu'on peut trouver dans les cours d'eau de grandes villes ou en aval de zones urbaines) présente des troubles (hyperactivité, perte de son sens de l'orientation, rhabdomyolyse), ces effets délétères étant durables, c'est-à-dire ne disparaissant pas quand l'anguille est retirée de l'eau contaminée pour être mise dans une eau propre[86].
- Exposition aux pesticides : les anguilles y sont exposées, d'autant plus qu'elles peuvent sortir de l'eau et ramper au sol pour rejoindre des mares ou étangs isolés et qu'elles fréquentent parfois dans ces migrations les fossés bordant des champs cultivés. Le problème des pesticides est plus aigu en zone agricole, mais des apports urbains existent aussi. Des quantités importantes d'insecticides ont été utilisées pour la démoustication de zones humides. Une pollution ancienne pourrait, liée aux séquelles industrielles, de guerre de chasse, être en cause dans certaines régions.

On ignore quel est l'impact exact de l'exposition chronique à tous ces polluants et à leurs cocktails pour le taux de reproduction des anguilles, mais certains supposent qu'il n'est pas négligeable. Les anguilles peuvent de plus encore être victimes de pollutions accidentelles ou chroniques (déchets immergés, munitions immergées) sur leur trajet de migration.

### Parasitisme

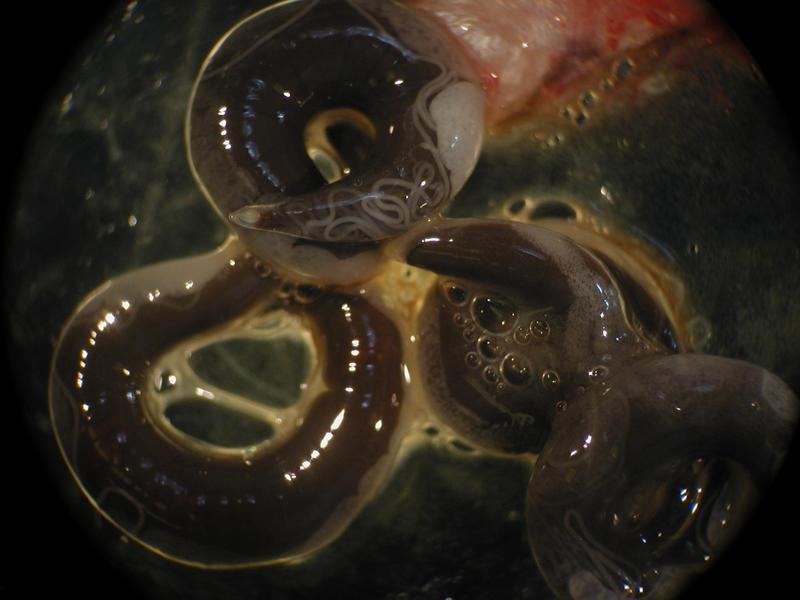
Anguillicola crassus.

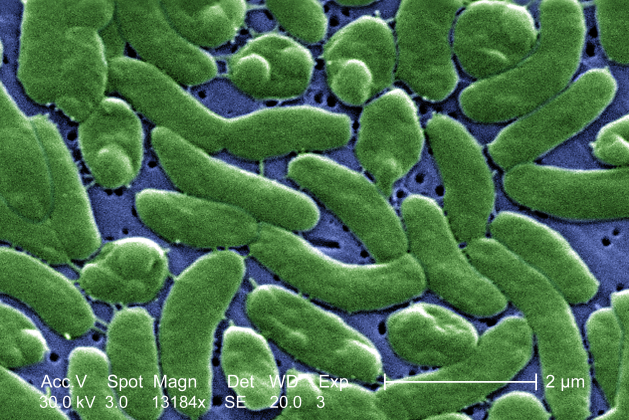
Vibrio vulnificus.

Un nématode parasite de la vessie natatoire (Anguillicola crassus) s’est répandu en Europe à partir de cargaisons d'anguilles japonaises importées d’Asie en 1982 pour des installations aquacoles allemandes. Ce parasite est maintenant présent dans toute l'Europe et s'est ensuite introduit au Canada et aux États-Unis (voir cycle de reproduction dans la mer des Sargasses). Cet exemple illustre les troubles graves et les difficultés de la gestion des espaces aquacoles privés et publics en Europe.
L'exposition des anguilles à de nombreux polluants est un facteur aggravant, probablement parce qu'elles sont alors immumnitairement affaiblies, ces dernières sont de plus en plus souvent porteuses d’Anguillicola crassus en forte extension depuis 1988 en France, qui semble affecter la capacité reproductrice de l'adulte.

### Synergiescontaminants et pathogènes
La pollution est un stress qui affaiblit la résistance immunitaire de l’anguille.
- Les infestations par Acanthocéphales et Nématodes sont plus élevées sur les sites les plus pollués de la Weser[90].
- Les taux d’infections bactériennes et virales sont bien plus rares dans les zones moins polluées (4 % contre 80 %). Mais très peu d’études ont conjointement pris en compte l’aspect pathogène et contaminant. Et celles qui l'on fait ne s’intéressaient que rarement aux effets conjugués des deux. Une étude (Sures et al. 2006) a cependant porté sur l’effet conjugué d’Anguillicola crassus, du Cadmium (Cd) et du PCB126. Des expositions croisées ont montré que si les polluants augmentent le nombre d'anguilles infestées et leur degré d'infestation, A. crassus (larves et jeunes adultes) affectait le plus l’anguille, comparé aux PCB et Cd. On dispose de peu de données sur les impacts à long terme des contaminants et du parasite A. crassus qui devrait donc être mieux étudié dans les travaux d'écotoxicologie[91].

### Surpêche et braconnage
La civelle achetée très cher continue de faire l'objet d'une surpêche menaçant l'espèce dans la plupart des grands bassins versants. L'anguille adulte (dite « jaune » puis « argentée ») est également recherchée (et parfois braconnée) dans les canaux, cours d'eau et marais.
Ce poisson (civelle en particulier 2 900 alevins/kg) est localement victime d'une surpêche, souvent aggravée par une économie parallèle alimentée par le braconnage que les autorités locales et nationales n'ont pas su maîtriser.
Depuis les années 1980, l'anguille européenne a encore accru sa vitesse de régression, au point que ce poisson autrefois réputé exceptionnellement résistant est devenu rare ou absent de nombreux cours d'eau, voire de la totalité de petits bassins versants où les civelles remontaient par centaines de milliers ou millions il y a quelques décennies seulement. Souvent la surpêche et le braconnage de la civelle semblent être la seule explication plausible.
Un réseau international de trafic de civelles est démantelé en juin 2021, après que des saisies opérées en 2017 à Arcachon et à Roissy ont permis aux douanes de remonter vers les mêmes trafiquants. Le trafic a pu porter en quelques années sur 46 tonnes de civelles braconnées et exportées illégalement vers des pays d'Asie et rapporter 18,5 millions d'euros.

### Prospective
La Commission européenne a été invitée à initier des travaux de recherche sur la santé de l'anguille et les répercussions de facteurs extérieurs tels que les taux de PCB et les épizooties sur une migration réussie, la première explication crédible basée sur de la science à la disparition observée de 99 % du stock de civelles. Cette régression est d'ailleurs associée à la stérilisation de bien des lieux que l'on savait pollués, mais non officiellement.
Si les adultes en phase de reproduction ont une concentration en PCB égale à la moitié de la limite maximale de résidus permettant la commercialisation à destination humaine, les produits issus de la reproduction vont mourir et donc ne plus atteindre les estuaires.
Un produit, classé désormais comme polluant, peut causer la disparition d'une espèce au niveau d'un continent. En effet, même si tous les fleuves ne sont pas dans le même état, au regard de cette contamination, le cycle de vie en eaux de mer de cette espèce, nécessite une population et une diversité génétique minimum. Cette espèce est considérée comme en dessous de la limite de sécurité de l'espèce depuis 1992.
Ceci devrait induire outre une évolution des règles fixant les droits d'appropriation, une mise à niveau des pratiques des professionnels de la pêche en eau douce,.

## Protection
Avant 2007, l'anguille n'a été que très tardivement protégée par la loi et uniquement dans quelques pays, en dépit des alertes réitérées de certains scientifiques. Elle ne figurait pas dans la directive Habitats en Europe, alors que son habitat ne cessait de se dégrader et qu'y apparaissait de nouveaux polluants. Plusieurs études ont confirmé sa régression rapide et apporté des informations sur certaines causes de mortalité ou de mauvaise reproduction (parasitisme, intoxications chimiques). Elles ont justifié un projet européen de restauration des populations, en diminuant de 50 % la pêche et en réhabilitant ses habitats et corridors de migration, avec l'objectif de reconstituer 40 % des populations existant il y a 50 ans.

### Convention sur le commerce international des espèces de faune et de flore sauvages menacées d'extinction (CITES)
Depuis 2008 l'inscription à l'Annexe II de la CITES devrait renforcer l'encadrement de son commerce légal, car les préfets doivent désormais « transmettre sans délai les informations sollicitées concernant le braconnage et le commerce illicite de la civelle et de l'anguille à ses autres stades biologiques, ainsi que cela est prévu par la circulaire du 4 avril 2006 sur ce sujet ». Par ailleurs, « les DDAM et les DDEA, en relation avec les services de l'ONEMA pour ces dernières, doivent porter une attention toute particulière au suivi des obligations déclaratives concernant l'anguille. Les services chargés de cette mission doivent traiter et transmettre les données relatives aux captures de civelles, d'anguilles jaunes et d'anguilles argentées, de la manière la plus rigoureuse qui soit. Le respect de ces procédures est indispensable car, si les conditions imposées dans la carde de la CITES ne sont pas respectées, aucune exportation de cette espèce en dehors de l'Union européenne ne sera autorisée. Les DRAM et les DIREN secrétaires de COGEPOMI devront superviser le suivi des obligations déclaratives ». Une liste de pêcheurs professionnels potentiellement autorisés à pêcher l'anguille est établie.

### En Europe
Ce n'est qu'en 2007, que l'anguille a été classée menacée et protégée dans l'Union européenne alors qu'elle a presque disparu de certains estuaires et cours d'eau où elle était commune il y a seulement 30 ans. Or, c'est un poisson qui ne se reproduit qu'en moyenne après 10 ans. Les premiers résultats positifs nécessitent donc de la patience.
Un règlement européen (R(CE) no 1100/2007) impose depuis des mesures de connaissance, de protection et gestion restauratoire de l'anguille (chaque pays doit mettre en place un plan de gestion visant à reconstituer la biomasse en géniteurs en agissant sur toutes les causes de régression de l’espèce) ; ce règlement est immédiatement et directement applicable dans tous les États membres sans qu'ils aient à le traduire dans leur droit national.
Ce règlement européen invite notamment les États à ;
- établir par pays un objectif (40 % d'un niveau de référence correspondant à ce que serait « un stock n’ayant subi aucune influence anthropique » ; en anguilles argentées)[98]. Ceci impose théoriquement un effort d'écologie rétrospective ; Plusieurs méthodes de calcul sont proposées par le règlement. La France, arguant de la complexité de la modélisation a choisi en 2008 de se fixer comme cible d'atteindre un niveau de biomasse équivalent à celui qui existait avant l’effondrement du stock au début des années 1980. Cette cible devant être atteinte progressivement, par une réduction prévisionnelle des différents facteurs de mortalité de l’anguille. Le plan de gestion contiendra des mesures de gestion, programmées dans le temps, permettant de réduire ces mortalités avance le plan de gestion français[99].
- réduire l’activité de pêche à l'anguille commerciale (quotas ou plafonnements de captures, réduction de l’effort de pêche (temps de pêche ou de certains engins ou moyens techniques trop efficaces)), la pêche des civelles doit notamment être réduite.
- réduire l’activité de pêche récréative à l'anguille, Au 01/07/2009, l'effort de pêche en mer doit diminuer de 15 % au moins. Au 01/07/2013, il devra être diminué de 50 %.
- prendre des mesures de confortement de population ou de réintroduction. Les États membres doivent au minimum (Art. 7.1) soit interdire toute forme de pêche d’anguilles de moins de 12 cm, soit « si un État membre autorise la pêche d’anguilles d’une longueur inférieure à 12 cm (…), il réserve au moins 60 % de toutes les anguilles d’une longueur inférieure à 12 cm pêchées dans ses eaux chaque année destinées à la commercialisation en vue de servir au repeuplement dans les bassins hydrographiques de l’anguille (…), aux fins d’augmenter le taux d’échappement des anguilles argentées », cette mesure est aussi justifiée comme moyen de maintenir une certaine pêche des jeunes anguilles qui pourront être revendues à fin de repeuplement aux États membres souhaitant en acheter. Au 1er juillet 2009, au moins 35 % des civelles ou anguillettes de moins de 12 cm pêchées doivent servir au repeuplement. Ce taux passera à 60 % en juillet 2013.
- rétablir des continuums écologiques fonctionnels dans les cours d'eau (passes à anguilles ou autres dispositifs de libre circulation, écoduc...), en commençant par identifier et prioriser les ouvrages à traiter et les solutions techniques d’aménagement. Des substrats artificiels dits « tapis brosse à anguille » existent pour aider les civelles ou anguillettes à remonter les passes à poissons. Ils peuvent être légèrement végétalisés, sans être colmatés par les plantes, ce qui nécessite un entretien épisodique[100]. Les grands barrages nécessitent des ascenseurs à poissons.
- améliorer les habitats ; cours d’eau, mais aussi en améliorant l'environnement sur l'amont du bassin versant
- le transport des anguilles argentées des eaux intérieures vers des eaux d’où elles puissent migrer librement vers la mer des Sargasses,
- la lutte contre les parasites et prédateurs,
- l’arrêt temporaire des turbines des centrales hydroélectriques lors de la dévalaison
- des mesures en faveur de l’aquaculture de l'anguille
- mesures de contrôle et de traçabilité (dès 2009)...

L'exportation des civelles hors de l'Union européenne est par ailleurs interdite depuis 2010.

### En France
La France n'est pas épargnée par le déclin de l'anguille. L’espèce est en 2019 en danger critique d’extinction.
En 2008-2009, les PLAGEPOMI, les COGEPOMI, les SDAGE et SAGEs doivent intégrer cette priorité, et les autorités - sous l'égide de l'ONEMA - doivent veiller à l'application du règlement (sous peine de sanctions financières importantes à payer à l'Europe). La France a rédigé son « plan de gestion » en 2008, qui indique : « afin d’assurer, conformément au règlement européen, « un taux d’échappement vers la mer d’au moins 40 % de la biomasse d’anguilles argentées » (article 2.4), il serait nécessaire de réduire de 50 % la mortalité par pêche et de 75 % toutes les autres sources de mortalités anthropiques pour avoir une chance de reconstituer le stock »
Le volet national a été écrit par un secrétariat technique national (MAP + MEEDDAT + ONEMA) s'appuyant sur des groupes de travail (réglementation, Monitoring, Ouvrages, Repeuplement, Pêcherie & Contrôle, traçabilité) et les volets "régionaux" (par grands bassin-versant) ont été rédigés sous l'égide des DIREN en tant que secrétaires des COGEPOMI, avec la collaboration des Directions Régionales des Affaires Maritimes (DRAM), délégations inter-régionales de l’ONEMA, Agences de l’eau, et COGEPOMI.
Une consultation à deux niveaux a eu lieu avant qu'une première version soit envoyée à Bruxelles (le 17 décembre 2008).
Un comité national représentatif des acteurs intervenant dans le cadre de la gestion de l’anguille, et à un niveau local, les comités de bassin et leurs commissions. La France a annoncé en 2008 envisager que certaines mesures seront définies et différentiellement appliquées sur les sept bassins (ou districts) hydrographiques définis dans le cadre de la DCE, mais la gestion se fera à l'échelle des huit bassins des COGEPOMIs. Sur la façade méditerranéenne, la pêche de la civelle est maintenant interdite (elle n'était pas antérieurement officiellement pratiquée ou autorisée). Pour les anguilles jaunes et argentées en lagunes, la réglementation des engins et des dates sera privilégiée.
La pêche récréative ciblée surtout avec engins sera réduite. La pêche à la civelle et l’utilisation d'’anguille en guise d'appât seront interdites ; et fin 2008, une saison de fermeture de la pêche de l’anguille était en discussion.
Le repeuplement est cadré par un quota de capture de civelles et un monitoring des demandes et des achats/ventes des États membres via les formulaires de commande et/ou une bourse d’échange via un site Internet européen.
Une carte des sites potentiels de repeuplement (zones a priori isolée ou épargnée par les polluants et causes anormales de mortalité de l'anguille) pourrait être faite en France.
Un plan de repeuplement (avec Appel à projet), avec 2,5 millions d’euros maximum de subventions (à 98 % au maximum du montant prévisionnel de la dépense subventionnable engagée par le demandeur), pour 2 ans, a été lancé le 15 décembre 2010 (pour 2 campagnes d'alevinage en 2011-2012). Deux dispositifs sont créés, gérés par la Direction des pêches maritimes et de l’aquaculture, à titre expérimental :
- un dispositif de réservation des anguilles de moins de 12 cm[104] ;
- un programme de repeuplement en France concernant 5 à 10 % des civelles capturées[104].

Les modalités de repeuplement ont été étudiées avec le Groupement d’Intérêt Scientifique pour les Poissons Amphihalins (GRISAM), dont les recommandations ont été annexées au premier appel à projet. Le groupe recommande notamment de réduire tant que possible le traumatisme pour les civelles lors du prélèvement, et de ne prélever des civelles pour la réintroduction, que « dans des bassins versants qui auront été préalablement identifiés comme indemnes vis-à-vis du virus EVEX ». Si plus de 2 % des civelles présentent des signes de maladie, le lot ne pourra pas être utilisé pour des opérations de repeuplement. Dans les autres cas, un certificat des services vétérinaires (DSV) établi dans les 48 h précédant le chargement (voir article 5 et 9 du J.O no 127 du 3 juin 1997) accompagnera le lot (traçabilité). Une solide procédure de suivi est recommandée pour limiter le braconnage car, « le risque de détournement de civelles destinées au repeuplement à des fins commerciales pour alimenter le marché international ne peut être écarté. Il convient donc d'encourager le suivi du marché européen d'anguilles (civelles en particulier) et le suivi de l'évolution du commerce international des civelles. »
Un programme « recherche et développement » 2008-2009 (4 M€ pour 15 actions en 2008 et 19 en 2009) vise à disposer de techniques efficaces et financièrement acceptables d’aménagement d'ouvrages. Le « plan PCB » devrait contribuer à améliorer la qualité des cours d'eau.
La législation française fixe aussi les dates de pêche, par exemple l’arrêté du 29 septembre 2010 relatif aux dates de pêche de l'anguille européenne (Anguilla anguilla).

### Les limites actuelles
En dépit des alertes de nombreux scientifiques et d'instances telles que le Conseil international pour l'exploration de la mer (CIEM) et la Commission européenne consultative pour les pêches dans les eaux intérieures (CECPI), des autorisations de prélèvements (payantes) étaient encore données, alors que le gestionnaire avait connaissance de faits graves ; en particulier, 60 % des anguilles de Camargue présentaient déjà en 1992, selon les auteurs d'une étude, des teneurs en mercure incompatibles avec la consommation humaine (dépassant les normes de l’Union européenne) et affectant la santé de l'anguille. Pour le moment, les seules mesures de fermeture de pêche concernent avant tout des zones (Rhône par exemple) et non pas une espèce ciblée.
L'UE applique généralement une politique de gestion des ressources halieutiques défaillante : aucun pays de l'union n'accepte une gestion scientifique des stocks. En dépit des alertes les pêcheries restent ouvertes, avec des quotas supérieurs aux recommandations scientifiques. Cette politique dite « loi des 50 % » (on ajoute 50 % aux quotas proposés par les scientifiques) provoque un cercle vicieux : à chaque nouvelle évaluation du stock, les scientifiques, constatant la réduction de la population, demandent un quota plus sévère, que les politiques refusent d'appliquer, continuant ainsi la surexploitation. Après quelques cycles de refus de gestion scientifique les quotas deviennent extrêmement faibles voire nuls, et dans tous les cas inférieurs au quota soutenable (rendement équilibré maximal) proposé dès le départ par les scientifiques[Quoi ?]. Ce schéma s'applique à l'anguille mais aussi à la morue de Terre-Neuve, au thon rouge et in fine à la plupart des espèces exploitées en EU. En Amérique du Nord la gestion des pêcheries a été profondément réformée dans les années 1980-1990 à la suite de l'effondrement de certains stocks, le flétan d'Alaska est notamment un cas d'école : la pêcherie a frôlé la fermeture, des mesures strictes ont permis de rétablir une exploitation rentable et conforme à la dynamique de population du flétan.
Freins :
- Difficulté à prioriser les actions, par insuffisance de connaissance (notamment sur la partie marine et profonde du cycle de vie de l'anguille) ;
- Pollution non détectée ou non traitée, braconnage persistant, perpétuation de traditions culinaires (civelles) devenues incompatibles avec la survie de l'espèce, vente illégale ou non déclarée par des professionnels ou non-professionnels sont autant de facteurs qui complexifient le suivi des populations en Europe et dans le monde ;
- Coûts et temps d'équipement et d'entretien de milliers de barrages ;
- Délais plausibles avant d'obtenir de premiers résultats visibles pour le public : les autorités de la pêche et les États ont longtemps donné la priorité aux salmonidés et abandonné d'autres migrateurs tels que l'anguille ou l'épinoche. On aurait pu penser que la protection de la lamproie qui suit pour partie les mêmes corridors biologiques aurait aidé l'anguille, mais outre qu'elle est peu suivie et médiatisée, elle ne règle pas le problème du braconnage et de la surpêche de la civelle.

## Aquaculture et reproduction artificielle
Elles sont tentées depuis longtemps et semblent particulièrement difficiles. On ne connaît d'ailleurs pas les conditions qui sont éventuellement nécessaires à l'anguille durant son voyage vers la mer des Sargasses et lors de l'accouplement, la fécondation et la ponte, ni la nourriture des alevins aux différents stades de développement, mais on comprend mieux les conditions neuroendocrinologiques de sa reproduction,.
Maurice Fontaine, océanographe français, serait le premier à avoir artificiellement réussi à (par l'usage d'hormones) provoquer la maturation des mâles, puis de femelles élevées en captivité (dans les années 1960). Vingt ans plus tard, des larves vivantes ont été obtenues à la suite d'une fécondation artificielle dans le cadre d'un programme danois de recherche, mais qui n'ont pas survécu plus de 2 jours et demi. En 2006, Jonna Tomkiewicz, a réussi à faire vivre d'autres larves plus longtemps (5 jours en 2006, durée portée à 12 jours en 2007). À ce stade de 12 jours, les larves qui ont vidé leur sac vitellin sont réputées pouvoir se nourrir seules, mais on ignore encore de quoi. Les expériences d'aquaculture de l'anguille japonaise ont montré que le nourrissage des alevins était en captivité très délicat.

## Gastronomie
Ces anguilles étaient très appréciées dans la gastronomie, notamment fumées, mais diverses études montrent qu'elles sont souvent très contaminées par les PCB et d'autres polluants. Leur consommation n'est pas interdite, mais plusieurs pays ont recommandé aux femmes enceintes et enfants de ne plus en manger (Allemagne, Luxembourg,France).

## Risques sanitaires, toxicologiques et écotoxicologique
Parce que s'alimentant volontiers au niveau du sédiment étant riche en graisses, et étant susceptible de vivre longtemps, dans une eau polluée, l’anguille est considérée comme faisant partie des poissons les plus bioaccumulateurs de composés organochlorés et de polluants aquatiques solubles dans les graisses.
En raison de sa propension à bioconcentrer les métaux lourds, certains métalloïdes ou des polluants peu biodégradables tels que les PCB, furanes ou dioxines, l'anguille peut dans certains milieux aquatiques pollués être durablement ou provisoirement interdite de pêche, de détention et de toute commercialisation, dont en France.